# Eleccions a Geòrgia
Eleccions a Geòrgia ofereix informació sobre les eleccions i llurs resultats a Geòrgia.
Geòrgia escull a nivell nacional un cap d'estat - el president - i un legislatiu. El president de Geòrgia és elegit per sufragi universal per un període de cinc anys. El Parlament de Geòrgia (Sak'art'velos Parlamenti), també conegut com a Umaghiesi Sabcho (Consell Suprem) tenia 235 membres, elegit per un període de quatre anys, 150 escons per representació proporcional, 75 en constituències i 10 membres representen als desplaçats d'Abkhàzia. Geòrgia té un sistema multipartidista, tot i que de moment només hi ha un partit fort.

## Darrers resultats

### Eleccions presidencials de 2004
Resultats de les eleccions presidencials de 4 de gener de 2004
| Candidats i partits                                                                          | Vots      | %     |
| -------------------------------------------------------------------------------------------- | --------- | ----- |
| Mikheil Saakashvili - Moviment Nacional-Demòcrates (Natshhionakhuri Modraoba – Demokrathebi) | 1,692,728 | 96.0  |
| Teimuraz Shashiashvili                                                                       | 33,868    | 1.9   |
| Roin Liparteliani                                                                            | 4,248     | 0.2   |
| Zaza Sikharulidze                                                                            | 4,098     | 0.2   |
| Kartlos Garibashvili                                                                         | 3,582     | 0.2   |
| Zurab Kelekhsashvili                                                                         | 1,631     | 0.1   |
| Contra tot                                                                                   | 22,817    | 1.3   |
| Total 82,8% participació, 1,762,972 votants registrats                                       | 1,762,972 | 100.0 |

### Eleccions legislatives de 2008
Resultat de les eleccions parlamentàries de 21 de mag de 2008
| Partits i aliances | Vots      | %      | Escons |
| --- | --------- | ------ | ------ |
| Moviment Nacional Unit (ერთიანი ნაციონალური მოძრაობა, Ertiani Nazionaluri Modsraoba)                                             | 1,050,237 | 59.18  | 119    |
| Bloc Electoral Oposició Unida (Consell Nacional, Nous Drets) (ერთიანი სახალხო მოძრაობის ეროვნული საბჭო)                          | 314,668   | 17.73  | 17     |
| Giorgi Targamadze – Democristians (ქრისტიანულ-დემოკრატიული მოძრაობა, k’ristianul-demokratiuli modzraoba)                         | 153,634   | 8.66   | 6      |
| Shalva Natelashvili – Partit Laborista (საქართველოს ლეიბორისტული პარტიაSakartvelos Leoboristuli Partia)                          | 132,092   | 7.44   | 6      |
| Partit Republicà de Geòrgia (საქართველოს რესპუბლიკური პარტია, Sak’art’velos Respublikuri Partia)                                 | 67,037    | 3.78   | 2      |
| Bloc Electoral Aliança de Dretes – Industrials - Topadze Industrialists (MGS, Unitat, EDP) მემარჯვენე ალიანსი, თოფაძე–მრეწველები | 16,440    | 0.93   | 0      |
| Unió Política Aliança Demòcrata-Cristiana (ქრისტიანულ-დემოკრატიული ალიანსი)                                                      | 15,839    | 0.89   | 0      |
| Unió Política de Ciutadans Polítics Georgians (ქართული პოლიტიკა, k’art’uli politika)                                             | 8,231     | 0.46   | 0      |
| Bloc Electoral Tradicionalistes – Geòrrgia Nostra i Partit de les Dones (ტრადიციონალისტები – ჩვენი საქართველო და ქალთა პარტია)   | 7,880     | 0.44   | 0      |
| Unió Política Unió d'Esportistes Georgians საქართველოს სპორტსმენთა კავშირი                                                       | 3,308     | 0.19   | 0      |
| Partit Nacional de Radical-Demòcrates de Geòrgia სრულიად საქართველოს რადიკალ-დემოკრატთა ნაციონალური პარტია                       | 3,180     | 0.18   | 0      |
| Partit Polític el Nostre País ჩვენი ქვეყანა                                                                                      | 2,101     | 0.12   | 0      |
| Total (turnout 53,9%) | 1,773,809 | 100.00 | 150    |
| Fonts: Comissió Electoral Central, Geòrgia Civil Arxivat 2010-09-18 a Wayback Machine.                                           |           |        |        |